# Jordan Veretout
Jordan Veretout (ur. 1 marca 1993 w Ancenis) – francuski piłkarz, występujący na pozycji pomocnika we francuskim klubie Olympique Lyon oraz w reprezentacji Francji. Srebrny medalista Mistrzostw Świata 2022. Wychowanek zespołu FC Nantes.

## Kariera klubowa
Od 2003 szkolił się w szkółce piłkarskiej FC Nantes. 13 maja 2011 zadebiutował w drużynie zawodowej FC Nantes na szczeblu Ligue 2. Swoją pierwszą bramkę dla zespołu zdobył w meczu pucharowego Coupe de la Ligue, którą zdobył grając przeciwko zespołowi Reims. W październiku 2011 roku przedłużył umowę z klubem do 2015 roku. W trakcie swojego pięcioletniego pobytu we francuskim zespole wystąpił 146 razy. 
31 lipca 2015 roku Aston Villa kupiła francuskiego pomocnika, związał się pięcioletnim kontraktem.
24 sierpnia 2016 roku został wypożyczony do AS Saint-Étienne na rok.
25 lipca 2017 roku za 7 milionów euro został nowym zawodnikiem Fiorentiny. W Serie A zadebiutował 20 sierpnia w meczu z Interem Mediolan. Swoją pierwszą bramkę zdobył przeciwko Hellasowi Veronie 10 września.
W dniu 20 lipca 2019 Veretout dołączył o włoskiego zespołu AS Roma na zasadzie wypożyczenia z opcją możliwego zakupu piłkarza. W barwach Romy zadebiutował w wygranym 4-2 meczu z US Sassuolo Calcio. Pierwszą bramkę zdobył wykorzystując rzut karny w meczu z Napoli. 
28 lutego 2021 roku Jordan Veretout strzelił swojego 10. gola w sezonie 2020-21 Serie A w meczu z AC Milanem, tym samym stał się pierwszym francuskim pomocnikiem który to osiągnął od czasu Michela Platiniego. 25 maja 2022 roku Roma wygrała Ligę Konferencji Europy pokonując Feyenoord Rotterdam 1-0. Veretout pojawił się na boisku w 67 minucie zmieniając Nicolo Zaniolo.
5 sierpnia 2022 roku Veretout przeszedł do grającego w Ligue 1 Olympique Marsylii za kwotę około 11 milionów euro.

## Kariera reprezentacyjna
Veretout występował w młodzieżowych reprezentacjach Francji od 2010 do 2014 roku. W trakcie swoich występów w reprezentacji młodzieżowej był finalistą Mistrzostw Świata U-20 w Piłce Nożnej 2013, których organizatorem była Turcja. 
26 sierpnia dostał powołanie do seniorskiej reprezentacji Francji, debiutując 1 września w zremisowanym 1-1 meczu z Bośnią i Hercegowiną, gdzie Francuz zarobił żółtą kartkę.

## Statystyki kariery
Stan na 25 maja 2022
| Klub               | Sezon              | Kraj               | Rozgrywki Ligowe   | Rozgrywki Ligowe | Rozgrywki Ligowe | Puchar Krajowy | Puchar Krajowy | Rozgrywki Europy                | Rozgrywki Europy | Rozgrywki Europy | Łącznie | Łącznie |
| Klub               | Sezon              | Kraj               | Liga               | Mecze            | Bramki           | Mecze          | Bramki         | Rozgrywki                       | Mecze            | Bramki           | Mecze   | Bramki  |
| ------------------ | ------------------ | ------------------ | ------------------ | ---------------- | ---------------- | -------------- | -------------- | ------------------------------- | ---------------- | ---------------- | ------- | ------- |
| FC Nantes          | 2010/11            | Francja            | Ligue 2            | 1                | 0                | 0              | 0              | –                               | –                | –                | 1       | 0       |
| FC Nantes          | 2011/12            | Francja            | Ligue 2            | 35               | 6                | 5              | 0              | –                               | –                | –                | 40      | 6       |
| FC Nantes          | 2012/13            | Francja            | Ligue 2            | 31               | 0                | 3              | 1              | –                               | –                | –                | 34      | 1       |
| FC Nantes          | 2013/14            | Francja            | Ligue 1            | 27               | 1                | 4              | 0              | –                               | –                | –                | 31      | 1       |
| FC Nantes          | 2014/15            | Francja            | Ligue 1            | 36               | 7                | 4              | 0              | –                               | –                | –                | 40      | 7       |
| FC Nantes          | Łącznie            | Łącznie            | Łącznie            | 130              | 14               | 16             | 1              | –                               | –                | –                | 146     | 15      |
| Aston Villa        | 2015/16            | Anglia             | Premier League     | 25               | 0                | 4              | 0              | –                               | –                | –                | 29      | 0       |
| AS Saint-Étienne   | 2016/17            | Francja            | Ligue 1            | 35               | 3                | 1              |                | Liga Europy 2016/17             | 7                | 0                | 43      | 4       |
| ACF Fiorentina     | 2017/18            | Włochy             | Serie A            | 36               | 8                | 2              | 2              | –                               | –                | –                | 38      | 10      |
| ACF Fiorentina     | 2018/19            | Włochy             | Serie A            | 33               | 5                | 4              | 0              | –                               | –                | –                | 37      | 5       |
| ACF Fiorentina     | Łącznie            | Łącznie            | Łącznie            | 69               | 13               | 6              | 2              | –                               | –                | –                | 75      | 15      |
| AS Roma (wyp.)     | 2019/20            | Włochy             | Serie A            | 33               | 6                | 2              | 0              | Liga Europy UEFA 2019/20        | 8                | 1                | 43      | 7       |
| AS Roma            | 2020/21            | Włochy             | Serie A            | 29               | 10               | 1              | 0              | Liga Europy UEFA 2020/21        | 8                | 1                | 38      | 11      |
| AS Roma            | 2021/22            | Włochy             | Serie A            | 36               | 4                | 2              | 0              | Liga Konferencji Europy 2021/22 | 12               | 0                | 50      | 4       |
| AS Roma            | Łącznie            | Łącznie            | Łącznie            | 98               | 20               | 5              | 0              | –                               | 28               | 2                | 131     | 22      |
| Marsylia           | 2022/23            | Francja            | Ligue 1            | 38               | 4                | 4              | 1              | Liga Mistrzów UEFA 2022/23      | 6                | 0                | 48      | 5       |
| Marsylia           | 2023/24            | Francja            | Ligue 1            | 29               | 1                | 2              | 1              | Liga Europy UEFA 2023/24        | 15               | 3                | 46      | 5       |
| Marsylia           | Łącznie            | Łącznie            | Łącznie            | 67               | 5                | 6              | 2              | –                               | 21               | 3                | 94      | 10      |
| Olympique Lyon     | 2024/25            | Francja            | Ligue 1            | 27               | 2                | 2              | 0              | Liga Europy UEFA 2024/25        | 9                | 0                | 38      | 2       |
| Łącznie w karierze | Łącznie w karierze | Łącznie w karierze | Łącznie w karierze | 454              | 54               | 28             | 5              | –                               | 65               | 5                | 554     | 68      |

## Sukcesy

### Klubowe
- AS Roma
  - Liga Konferencji Europy: 2022

### Reprezentacyjne
- Francja
  - Mistrzostwa świata U-20 w piłce nożnej: 2013
  - Liga Narodów UEFA: 2020-2021